# Chalva Natelachvili
Chalva Natelachvili (géorgien : შალვა ნათელაშვილი) est un homme politique géorgien fondateur du Parti travailliste géorgien.

## Études
Il nait le 17 février 1958 à Passanaouri, dans les montagnes du Nord de la Géorgie. Il obtient son diplôme de droit à l’université d'État de Tbilissi en 1981 et le complète par un diplôme de droit international à l’Académie diplomatique du ministère des Affaires étrangères de la fédération de Russie.

## Carrière professionnelle
En 1981, il entre au cabinet du procureur général de Géorgie avant de devenir lui-même procureur, puis responsable du département de relations internationales.

## Carrière politique
Chalva Natelachvili est élu député en 1992, dans la circonscription de Doucheti : il est ensuite nommé à la tête du Comité parlementaire des affaires juridiques et à celle de la Commission chargée de la Constitution. Il est coauteur des lois relatives à la citoyenneté, aux armes, à l’apatridie, aux comités et aux commissions parlementaires, aux partis politiques, aux citoyens étrangers, aux immigrants et aux émigrants. Il met en place les procédures qui permettront à la Géorgie d’adhérer aux traités internationaux des droits de l’homme.
Il fonde le Parti travailliste en 1995, et le conduit à gagner 17 % aux élections législatives et 20 % aux élections locales de 1998. Lors des élections locales à Tbilissi, le 2 juin 2002, le parti arrive en tête devant le Mouvement national : Chalva Natelachvili annonce qu’il supporte la candidature de Mikheil Saakachvili, chef de file du Mouvement national et opposant à Edouard Chevardnadze, à la présidence du Conseil de la capitale.
Lors de la révolution des Roses, le 23 novembre 2003, il déclare supporter le président Edouard Chevardnadze, provoquant des réactions auprès de ses partisans,.
Le 30 décembre 2003, il propose de boycotter les élections présidentielles du 4 janvier 2004 et entre frontalement dans l’opposition à l’alliance Mikheil Saakachvili (président) – Zourab Jvania (Premier ministre) – Nino Bourdjanadze (présidente du Parlement).
Il marque son désaccord avec la politique présidentielle et se joint aux manifestations de rue organisées par les autres partis d’opposition.
Lors de l’élection présidentielle du 5 janvier 2008, Chalva Natelachvili, obtient 6,49 % des suffrages exprimés.
Élu aux élections législatives du 21 mai 2008, il décide de boycotter le Parlement, accusant le pouvoir politique en place de fraude : il démissionne, ainsi que les trois autres députés de son parti.
Il se présente aux élections présidentielles du 27 octobre 2013 et recueille 2,88 % des suffrages exprimés.

## Personnalité controversée
En 2007, Mikheil Saakachvili accuse Chalva Natelachvili de préparer un coup d’État.
En 2012, Bidzina Ivanichvili l'accuse d’avoir une alliance secrète avec Mikheil Saakachvili.
Il a été l’objet de plusieurs tentatives d’assassinat,.